# 三井住友建設
三井住友建設株式会社（みついすみともけんせつ）は、東京都中央区に本社を置く準大手ゼネコンである。2003年に三井グループの三井建設と住友グループの住友建設が合併して誕生した（「三井住友」も参照）。JPX日経中小型株指数の構成銘柄の一つである。
土木事業・建築事業・海外事業の開発に三本柱を掲げており、PC橋梁、超高層集合住宅を得意としている。

## 歴史

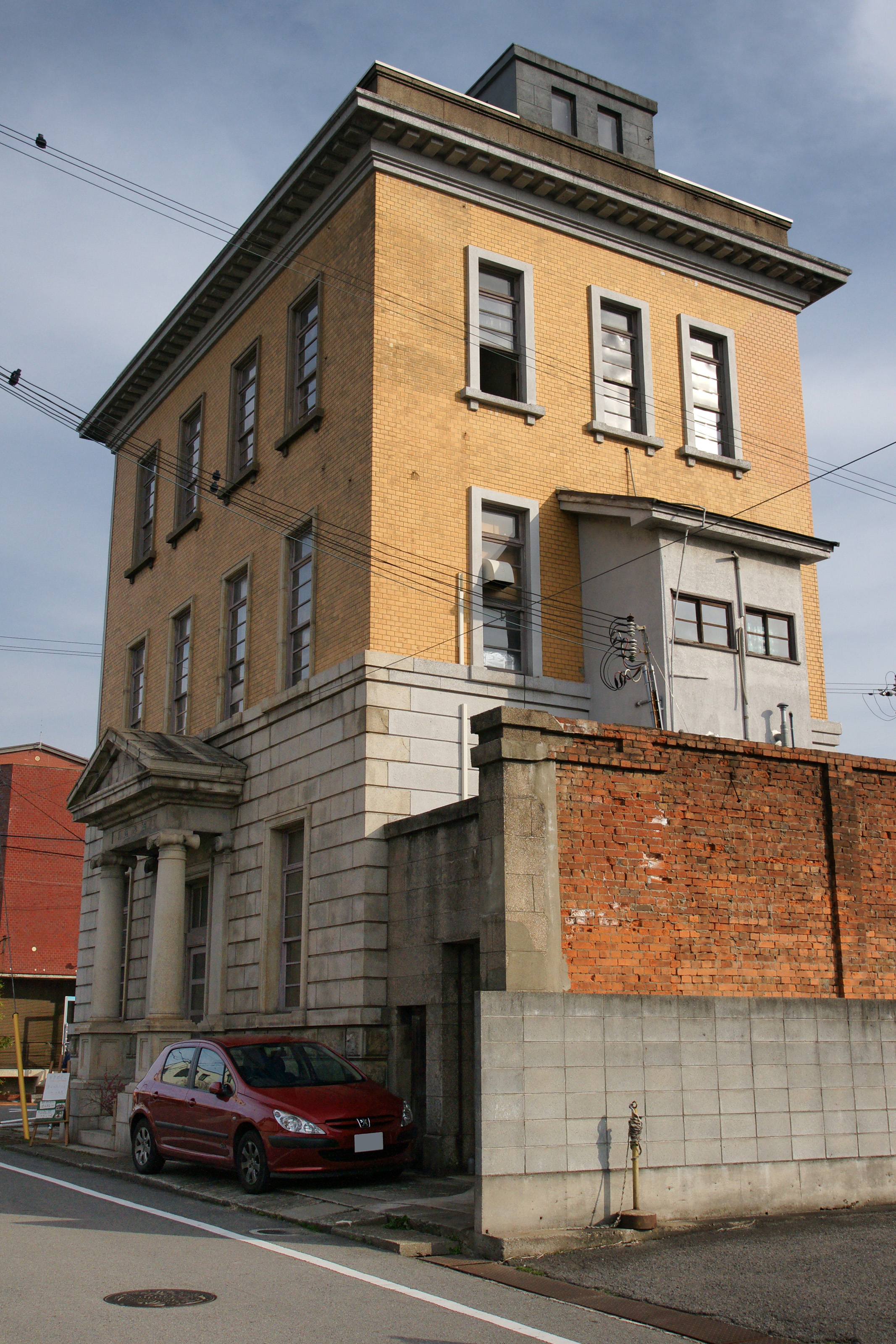
旧西本組本社ビル

### 旧三井建設株式会社
- 1887年（明治10年）5月 - 西本組（後の三井建設株式会社）創業。
- 1941年（昭和16年）10月 - 株式会社西本組設立。
- 1945年（昭和20年）5月 - 三井建設工業株式会社に社名変更。
- 1952年（昭和27年）6月 - 三井建設株式会社に社名変更。
- 1962年（昭和37年）2月 - 東京証券取引所2部に上場。
- 1963年（昭和38年）8月 - 東京証券取引所1部に上場。

### 旧住友建設株式会社
- 1876年（明治9年）3月 - 住友別子銅山土木方（後の住友建設株式会社）創業。
- 1950年（昭和25年）3月 - 過度経済力集中排除法により、金属部門（現・住友金属鉱山）、鉱業部門（現・住石マテリアルズ）、土木建築部門、調度部門（新居浜大丸・2001年閉店）を分離し、土木建築部門別子建設株式会社設立。社長は、齋藤武幸。
- 1962年（昭和37年）6月 - 東京証券取引所2部に上場。
- 1962年（昭和37年）10月 - 株式会社勝呂組を合併し、住友建設株式会社に社名変更。
- 1963年（昭和38年）9月 - 大阪証券取引所2部に上場。
- 1965年（昭和40年）8月 - 東京・大阪証券取引所1部指定。

### 三井住友建設株式会社
- 2003年（平成15年）4月 - 三井建設が住友建設を合併し、三井住友建設株式会社に商号変更。
- 2008年（平成20年）5月 - 大阪証券取引所上場廃止。
- 2020年（令和2年）10月1日 - 三井E&Sホールディングスの子会社の三井E&S鉄構エンジニアリングの株式70%を取得し、商号を三井住友建設鉄構エンジニアリングに変更[2]。
- 2023年（令和5年）4月1日 - 2023年3月期は205億円の最終赤字になり、新井英雄会長が辞任。

## 歴代社長
- 清昇：2003年
- 友保宏：2003年 - 2005年
- 宮田博之：2005年 - 2006年
- 五十嵐久也：2006年 - 2010年
- 則久芳行：2010年 - 2015年
- 新井英雄：2015年 - 2021年3月31日
- 近藤重敏：2021年4月1日[3] - 2024年3月31日
- 柴田敏雄：2024年4月1日[4] -

## 事故・処分

### 杭打ちデータ改ざんの疑い
同社が施工したパークシティLaLa横浜で、附帯するデータの誤りがあった（施工は日立ハイテクノロジーズが1次下請け、旭化成建材に2次下請け）。これを受け、2016年1月に杜撰な工事管理を理由として、1ヶ月間の指名停止処分を受けた。

### 2015年滑橋事故
2015年（平成27年）9月16日、愛媛県今治市古谷地先で、国土交通省四国地方整備局 松山河川国道事務所が発注した朝倉第2高架橋上部の建設中、橋桁を送り出し工法で架設する過程でコンクリートの橋桁が傾き、滑り落ちた 。

### 2016年落橋事故
2016年（平成28年）4月22日16時30分頃、横河ブリッジと共同して施工を進めていた新名神高速道路の有馬川橋梁工事現場（横河ブリッジ担当工区）で橋桁が落下。2名が死亡、8名が負傷した。

### 2018年足場崩落事件
2018年（平成30年）3月15日、大阪府枚方市の新名神高速道路の工事現場にて、大雨の為に足場に土砂が流れ込み、作業員1人が架道へ転落し死亡した。この事故について、2023年（令和5年）2月9日に現場責任者の社員3人が業務上過失致死の疑いで容疑がでた。

### 2025年マンション談合疑惑
関東地域のマンションの大規模修繕工事を巡る談合疑惑で、公正取引委員会が2025年4月23日、独禁法違反（不当な取引制限）の疑いで、グループ会社のSMRCに立ち入り検査を行った。

## 主な施工物件
- パークシティLaLa横浜
- 海ほたるパーキングエリア
- レインボーブリッジ
- 都営地下鉄大江戸線
- 新東名高速道路
- 豊田アローズブリッジ
- 新名神高速道路
- 大川端リバーシティ21
- セントラルレジデンス新宿シティタワー
- 大規模マンション（ザ・タワー & パークス田園都市溝の口）
- 北海道大学（総合メディア交流棟・放送大学北海道学習センター）
- 芝浦工業大学（豊洲キャンパス 研究棟）
- 九州大学（コラボ・ステーション I）
- 中京大学（名古屋キャンパスセンタービル）
- 京都精華大学
- 専修大学（神田校舎）
- ららぽーと柏の葉
- ららぽーとTOKYO-BAY
- ららぽーと湘南平塚
- 三井アウトレットパーク 仙台港
- 三井アウトレットパーク 横浜ベイサイド（横浜ベイサイドマリーナ）
- 三井アウトレットパーク 滋賀竜王
- ダイバーシティ東京プラザ
- 石原裕次郎記念館
- 静岡県小笠山総合運動公園スタジアム（エコパ）
- ながしま遊館[10]
- 日本放送協会（大阪新放送会館・大阪市立博物館、考古資料センター）
- 第2タイ＝ラオス友好橋
- ビッグルーフ滝沢（岩手県滝沢市）
- 麻布台ヒルズレジデンスB

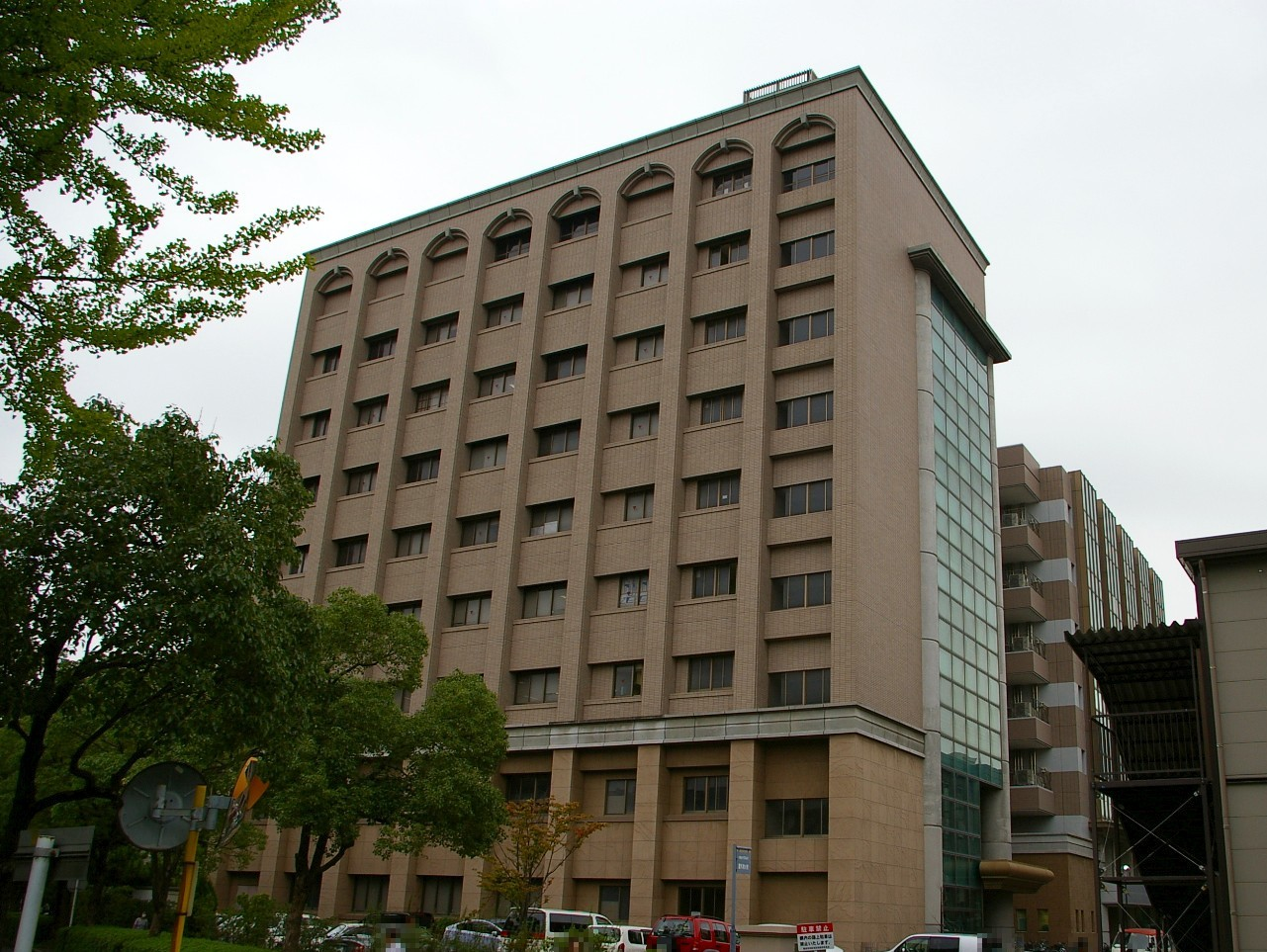
九州大学コラボ・ステーション I

## 販売している物件
- ガーデンタウン高の原 （仙台市青葉区）
- 若葉の杜 （千葉市若葉区）
- 高蔵寺玉野台 （愛知県春日井市）
- チッタ・ナポリ （愛知県南知多町）
- ビオトープ 立田の杜 （熊本市北区）
- 六甲柏尾台 （神戸市北区）

## 橋梁の受賞作品

### 田中賞
土木学会による毎年の褒賞に、田中賞がある。これは、関東大震災後の首都の復興に尽力した田中豊博士の功績を称え記念する事業として昭和41年度より設けられたもので、橋梁工学に関する優秀な業績に対し授与する賞である。田中賞のうちの作品部門は、計画・設計・施工・美観などの面で優れた特色を有すると認められた橋梁構造物に与えられる。
　三井住友建設（三井建設，住友建設時代を含む）が施工した橋梁のうち、田中賞作品部門を受賞した全橋梁を以下に年代別に示す。
- 1966（昭和41）年度～1969（昭和44）年度　　1橋（名護屋大橋）

- 1970（昭和45）年度～1979（昭和54）年度　　5橋（高島平高架橋、外津橋、浜名大橋、帝釈橋 、赤谷川橋梁）

- 1980（昭和55）年度～1989（平成元）年度　　8橋（第二孫屋敷架道橋、光明池大橋、永井川橋他、岡谷高架橋、新綾部大橋、村木橋、東名阪高架橋、別府明礬橋）

- 1990（平成2）年度～1999（平成11）年度　　16橋（生口橋、亀甲橋、東名足柄橋、青森ベイブリッジ、レインボーブリッジ、小田原ブルーウェイブリッジ、潮騒橋、十勝大橋、第二千曲川橋梁 、重信高架橋、東京湾横断道路橋梁部、名取川橋梁、夢吊橋、大芝大橋、東静岡駅南北自由通路橋、第2マクタン橋）

- 2000（平成12）年度～2009（平成21）年度　　18橋（保津橋、陣ケ下高架橋、巌門園地園路橋、揖斐川橋他、古川高架橋、朧大橋、ときめき橋、はまゆう大橋、豊田アローズブリッジ、日見夢大橋、青雲橋 橋、七色高架橋、桂島高架橋、バイチャイ橋、天間川橋梁、青春橋、山切1号高架橋、矢部川大橋）

- 2010（平成22）年度～2019（令和元）年度　　13橋（生名橋、東京ゲートブリッジ、寺迫ちょうちょ大橋、ニャッタン橋、伊良部大橋、つばさ橋、桶川高架橋、新名神武庫川橋、ディンブー-カットハイ橋、高速神奈川7号横浜北線生麦ジャンクション高架橋、小名浜マリンブリッジ、菰野第二高架橋、錐ヶ瀧橋の拡幅）

- 2020（令和2）年度～2023（令和5）年度　　4橋（別埜谷橋、ケラニ河新橋、蓼野第二橋の床版取替、吉野川サンライズ大橋）

計65橋（2024（令和6）年度まで）

### fib（Federation international du beton、国際コンクリート連合）
- 最優秀賞：2006（平成18）年　青雲橋（我が国の橋梁として初の受賞、発注者：徳島県山城町、設計者：（株）エイトコンサルタント、施工者：三井住友建設（株））[12]

- 最優秀賞：2018（平成30）年　田久保川橋（寺迫ちょうちょ大橋、発注者：西日本高速道路（株）九州支社、設計・施工者：三井住友建設（株））[13]

- 審査員特別賞：2022（令和4）年 別埜谷橋（発注者：西日本高速道路（株）四国支社、設計・施工者：三井住友建設（株））[14]

### IABSE（International Association for Bridge and Structural Engineering、国際構造工学会）
- 作品賞優秀賞：2019（令和元）年　武庫川橋（日本の高速道路橋として初の受賞、発注者：西日本高速道路（株）関西支社、設計・施工者：三井住友建設（株））[15]

## 主要関連会社
※全て株式会社

### 連結子会社
- 三井住建道路
- SMCシビルテクノス
- SMCR - 2021年（令和3年）1月にSMCリフォームから商号変更
- SMCテック
- SMC商事
- SMCプレコンクリート
- 三井住友建設鉄構エンジニアリング - かつての三井造船の鋼橋事業などを継承。2020年（令和2年）10月に三井住友建設が三井E&Sホールディングスが保有する株式のうち70 %を取得し、連結子会社化。子会社としてPC橋などを事業とするドーピー建設工業がある[2]。
- 西和工務店
- SMCコスモソリューションズ

### 持分法適用会社
- 吉井企画

## その他
- 宅地建物取引業の免許番号は国土交通大臣免許(15)第1号で、国土交通大臣免許を持つ宅建業としては免許番号が最も小さい。